# دايفيد موراي (ملحن)
دايفيد موراي (بالإنجليزية: David Murray)‏ (و. 1955  م) هو ملحن، وعازف كلارينيت، وعازف جاز، وعازف ساكسفون أمريكي، ولد في أوكلاند، كاليفورنيا، يستخدم آلات ساكسفون، وكلارينيت.

## التعليم
تعلم في كلية بومونا.

## جوائز وترشيحات
حصل على جوائز منها:
- جائزة غرامي لأفضل ألبوم عزف جاز، عن عمل: Blues for Coltrane: A Tribute to John Coltrane [الإنجليزية]‏ (1988)
- جائزة بيرد  [لغات أخرى]‏
- زمالة غوغنهايم.

ترشح لـ:
- جائزة غرامي لأفضل ألبوم عزف جاز، عن عمل: Blues for Coltrane: A Tribute to John Coltrane [الإنجليزية]‏ (1988).

## روابط خارجية
- دايفيد موراي على موقع IMDb (الإنجليزية)
- دايفيد موراي على موقع ميوزك برينز (الإنجليزية)
- دايفيد موراي على موقع أول ميوزيك (الإنجليزية)
- دايفيد موراي على موقع ديسكوغز (الإنجليزية)